# Unidad Popular
La Unidad Popular (UP) fue una coalición política y electoral chilena de partidos políticos de izquierda. Se originó el 9 de octubre de 1969, cuando el Partido Socialista (PS) y el Partido Comunista (PC) elaboraron un documento público en el cual se invitó a todos los movimientos que estuviesen próximos ideológicamente, a incorporarse a un nuevo bloque político de izquierda.
En diciembre del mismo año se conformó la UP, quedando integrada por el Partido Socialista, liderado por Aniceto Rodríguez; el Partido Comunista de Luis Corvalán; el Partido Radical; el Movimiento de Acción Popular Unitaria (MAPU); la Acción Popular Independiente (API), liderada por Rafael Tarud; y el Partido Social Demócrata (PSD) liderado por Esteban Leyton; En 1971 se incorporaron la Izquierda Cristiana (IC) y el Partido Izquierda Radical (PIR) y en 1973 se integraría el MAPU Obrero Campesino (MAPU/OC). La coalición presentó la candidatura presidencial del senador socialista Salvador Allende, quien resultó electo el 4 de septiembre de 1970, siendo luego ratificado por el Congreso Pleno. Asumió el gobierno con la firme convicción de llevar a la práctica los postulados de la Unidad Popular e instaurar el país la «vía chilena al socialismo».
Con el golpe militar de septiembre de 1973 y la posterior muerte del presidente Allende se acabó la «vía chilena al socialismo». Después de septiembre de 1973, la UP funcionó en el exilio, pero sólo como expresión de identidad más bien nostálgica. A partir de 1979 los partidos políticos integrantes de la UP comienzan a actuar de forma individual, todos con el fin de rearticular la organización social que tendiese a superar pronto el régimen dictatorial liderado por el general Augusto Pinochet, desapareciendo formalmente la UP en 1981.

## Historia

### Fundación

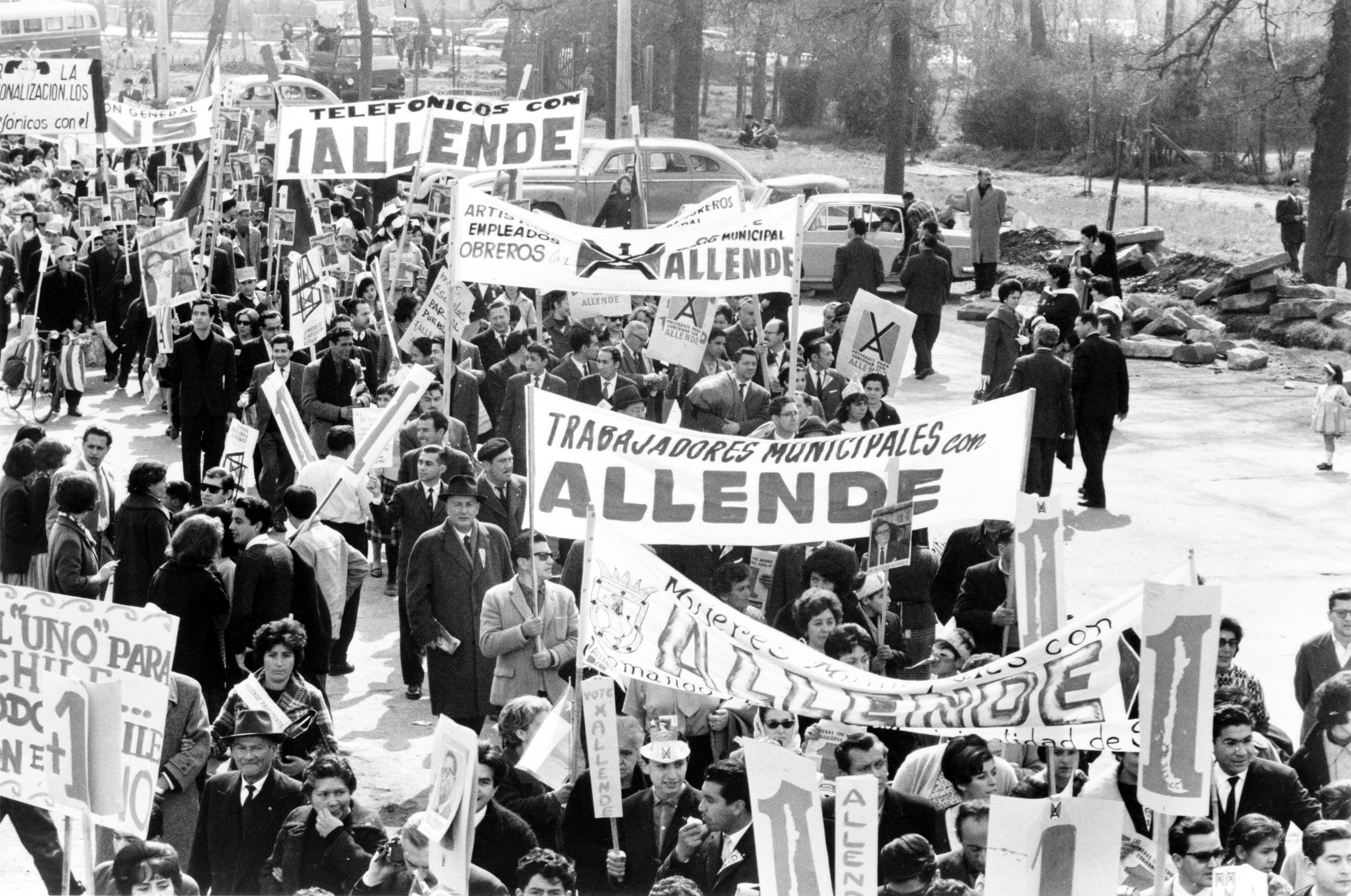
Marcha a favor de Salvador Allende en septiembre de 1964.

La UP se constituyó oficialmente el 9 de octubre de 1969, con motivo de la elección presidencial de 1970, en reemplazo del Frente de Acción Popular. Estuvo conformada por el Partido Radical, Partido Socialista, Partido Comunista, el Movimiento de Acción Popular Unitario, el Partido Izquierda Radical y la Acción Popular Independiente, incorporándose la Izquierda Cristiana el 1 de diciembre de 1971 y el MAPU Obrero Campesino (escisión del MAPU) en 1973. Además contó con el apoyo de la central sindical nacional, la CUT (Central Única de Trabajadores). Los partidos políticos estaban representados en la Comisión Política de la UP. Para los simpatizantes independientes se formaron los CUP (Comités de la Unidad Popular) a nivel vecinal, de fundo, de servicio público y de fábrica.
Uno de los principales problemas fue la designación del abanderado de la izquierda, si bien Salvador Allende era el candidato lógico (tenía tres campañas presidenciales: 1952, 1958 y 1964), el Partido Socialista, dirigido por Aniceto Rodríguez Arenas —líder del sector más radical a partir del Congreso de Chillán de 1967— no lo apoyaba completamente a pesar de formar parte de sus filas. El Partido Comunista había propuesto a Pablo Neruda, mientras que el Partido Radical sugería a Alberto Baltra. Otros precandidatos fueron Rafael Tarud, por la Acción Popular Independiente, y Jacques Chonchol, representando al Movimiento de Acción Popular Unitario. Al final ganó la candidatura de Allende el 22 de enero de 1970.
El único partido de izquierda que se excluyó del pacto fue la Unión Socialista Popular (USOPO), grupo escindido del PS en 1967. La colectividad, liderada por Raúl Ampuero, decidió respaldar indirectamente a Allende y colaborar en los frentes sociales de su gobierno, sin ocupar cargos públicos. La USOPO además aportó desde el parlamento con el voto de su único senador (Ramón Silva Ulloa).
Paralelamente, agrupaciones paramilitares de extrema izquierda, como la Vanguardia Organizada del Pueblo (VOP) y el Movimiento de Izquierda Revolucionaria (MIR), comenzaron una serie de acciones armadas y a organizarse por la vía violenta y no democrática, por lo que ellos consideraban como una «lucha» que pretendía acelerar las reformas hacia el socialismo.

### Contenido programático del gobierno de Allende

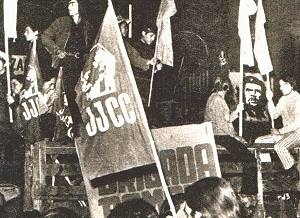
Partidarios de la Unidad Popular en 1971.

Partiendo de una crítica de la gestión del gobierno de Eduardo Frei Montalva, el programa de gobierno de la UP se plasmó en el Programa básico de la Unidad Popular y Las 40 primeras medidas del Gobierno Popular. Estos conformaron, junto con la acción de Allende asesorado por Joan Garcés, la vía chilena al socialismo (la revolución con sabor a vino tinto y empanadas, en un discurso de Allende). Esta postulaba la posibilidad de que un país capitalista subdesarrollado efectuara un tránsito democrático y no violento al socialismo. Dicho paso facilitaría y crearía las condiciones para llegar a un Estado socialista, todo lo anterior por la vía del proceso democrático y por medio del uso de la legalidad del Estado de Derecho, llamado por los socialistas "Estado burgués".
Sin la necesidad de contar con un partido único que lo efectuara, solo la coalición de todas las fuerzas democráticas que estuvieran a favor de los cambios sociales y democráticos. En cierta forma se trataba de crear un nuevo bloque hegemónico dentro de la línea de Antonio Gramsci. La vía chilena al socialismo difería a la vía armada inspirada en la Revolución Cubana triunfante (1959), que se propugna por América Latina durante la década de 1960 y 1970.
Las medidas de gobierno fueron subir los precios en las empresas (cogestión), terminar con el latifundismo acelerando el proceso de la reforma agraria, nacionalización de la banca y las empresas, nacionalización del cobre, distribución de medio litro de leche diario a cada niño. La creación de tres áreas de propiedad (social, mixta y privada) que no se pudo efectuar por bloqueo de la oposición en el Congreso Nacional.[cita requerida]
Las reformas sociales impulsadas por el gobierno generaron un gran déficit en los recursos fiscales. Para poder seguir financiando estas reformas, el gobierno decidió mantener el gasto fiscal mediante la impresión desmedida de dinero. Esta sobreemisión fiscal, entre otros factores, produjo una creciente inflación que llegó a 600% en 1973 (oficialmente a 342%). Según el Banco Mundial (BM) en su informe «Chile an economy in transition» (publicado en enero de 1980) la inflación promedio anual fue de 22% en 1971, 77,8% en 1972 y de 188,1% entre enero y septiembre de 1973.[cita requerida]

### Composición y partido federado
El programa básico de la Unidad Popular fue firmado el 17 de diciembre de 1969 por los dirigentes y líderes de los partidos fundadores de la coalición:
| Partido                                      | Cargo              | Líder                    |
| -------------------------------------------- | ------------------ | ------------------------ |
| Comunista (PCCh)                             | Secretario general | Luis Corvalán            |
| Socialista (PS)                              | Secretario general | Aniceto Rodríguez Arenas |
| Radical (PR)                                 | Presidente         | Carlos Morales Abarzúa   |
| Social Demócrata (PSD)                       | Secretario general | Esteban Leyton Soto      |
| Movimiento de Acción Popular Unitaria (MAPU) | Secretario general | Jacques Chonchol         |
| Acción Popular Independiente (API)           | Presidente         | Alfonso David Lebón      |

Durante el gobierno de Allende la estructura partidaria de la UP se fue modificando. Desde el Partido Radical surgió el Partido Izquierda Radical, que integró el gobierno hasta 1972, cuando se trasladó a la Confederación de la Democracia. En el MAPU también aparecieron escisiones como la Izquierda Cristiana —colectivad que recibió a exmilitantes del Partido Demócrata Cristiano— y el MAPU Obrero Campesino. Por otro lado, el Partido Social Demócrata se fusionó dentro del Partido Radical en agosto de 1972.
| Partido                         | Cargo              | Líder          | Período   |
| ------------------------------- | ------------------ | -------------- | --------- |
| Izquierda Radical (PIR)         | Presidente         | Alberto Baltra | 1971-1972 |
| Izquierda Cristiana (IC)        | Secretario general | Bosco Parra    | 1971-1981 |
| MAPU Obrero Campesino (MAPU OC) | Secretario general | Jaime Gazmuri  | 1973-1981 |

El 6 de julio de 1972 fue creado el partido federado denominado "Partido de la Unidad Popular", aprovechando el dictamen del 6 de junio de 1972 del Tribunal Calificador de Elecciones que permitía la creación de coaliciones electorales (o partidos federados o confederados según la legislación), con lo cual dicha coalición presentó las candidaturas para las elecciones parlamentarias de 1973. El partido federado fue legalizado por la Dirección del Registro Electoral el 26 de octubre de 1972, luego que el 11 de septiembre fuera rechazada la oposición presentada por partidos opositores, lo cual fue confirmado por el Tribunal Calificador de Elecciones el 24 de octubre.
Algunos de los líderes de dicha federación fueron Adonis Sepúlveda Acuña (PS) —que fue su primer presidente en julio de 1972—, Benjamín Teplizky (PR) —presidente del partido entre octubre de 1972 y el 18 de enero de 1973—, Rafael Agustín Gumucio (IC) —entre el 18 de enero y marzo de 1973— y Rafael Tarud (API).
El Comité Ejecutivo Nacional estaba conformado por 3 representantes del PS, 3 del PCCh, 2 del PR, 1 del MAPU, 1 de la IC y 1 de la API. El Partido Federado de la Unidad Popular realizó su primer y único congreso entre el 22 y 24 de junio de 1973 en Santiago. En la jornada de clausura intervino el presidente Salvador Allende.

### Crisis política y económica en el gobierno

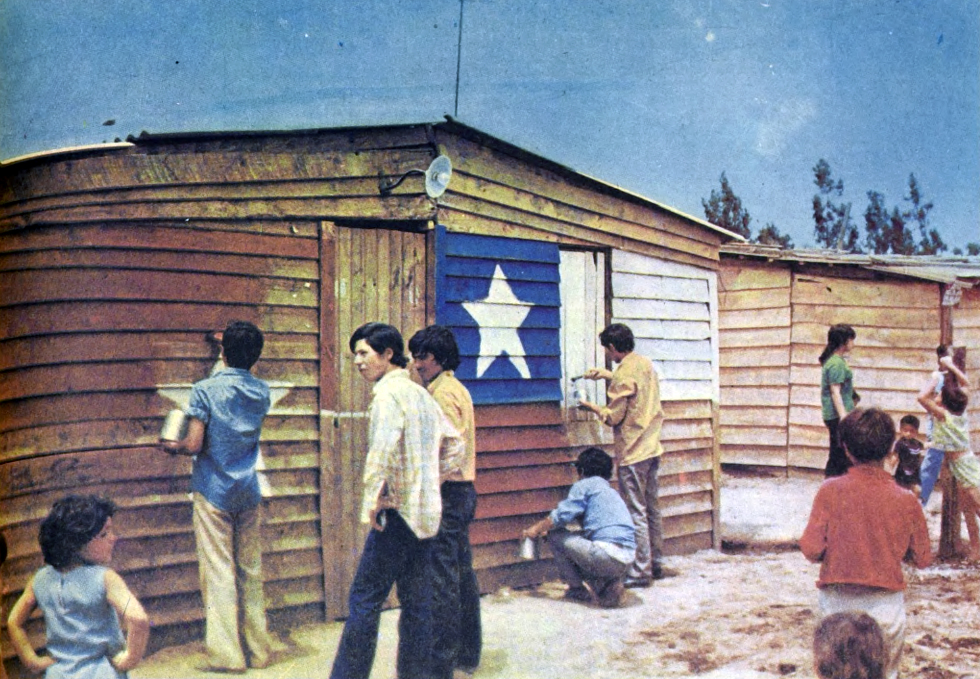
El acceso de la Unidad Popular al gobierno fue acompañado y celebrado por murales pintados en las calles, sea por artistas anónimos o grupos especiales como las Brigadas Ramona Parra.

Hacia 1973, la Unidad Popular se vio enfrentada por dos visiones opuestas:
- Avanzar al socialismo por la vía legal, tal como era propuesto por Allende, y cuya tesis estaba apoyada por los partidos Comunista, Radical, MAPU Obrero Campesino y sectores del Partido Socialista.
- Avanzar en una forma más radicalizada, postura promovida por el MAPU (liderado por Óscar Guillermo Garretón), más algunos sectores del Partido Socialista y el MIR, que se encontraba fuera de la coalición.

Las políticas de expansión monetaria y control de precios adoptadas por el gobierno produjeron escasez de todo tipo de productos e hiperinflación, lo que sumado a un clima de creciente efervescencia política terminó en un golpe de Estado que se produjo el 11 de septiembre de 1973.
A esto se sumó el boicot económico promovido por la oposición para desestabilizar el gobierno y la acción estadounidense para hacer chillar la economía chilena, en palabras del propio Richard Nixon.

No veo por qué tenemos que quedarnos acá y ver cómo un país se torna comunista por la irresponsabilidad de su propio pueblo.
Henry Kissinger (27 de junio, 1970)

Esto se tradujo en un embargo económico, cortando Estados Unidos las líneas de crédito, bloqueando las cuentas bancarias de Chile en EE. UU.. y presionando a las instituciones financieras para no invertir en Chile, como represalia por la nacionalización del cobre. Según el académico francés Christian Delois a raíz de la presión de Estados Unidos, de los 270 millones de dólares destinados a Chile en 1972, solo recibió 32.
Respecto a la oposición interna expresan que ella se debió a que a poco andar, el Partido Demócrata Cristiano se formó la convicción de que se estaba siguiendo un plan que en definitiva destruiría en sus fundamentos la economía chilena. Estos mismos conceptos habían sido manifestados por Eduardo Frei Montalva en la carta a Mariano Rumor, presidente de la Unión Mundial de la Democracia Cristiana, en noviembre de 1973.

### Después del golpe de Estado
El Decreto Ley n.° 77 del 8 de octubre de 1973 proscribió los partidos integrantes de la Unidad Popular, mientras que el partido federado fue prohibido por el Decreto Ley n.° 78 del 26 de noviembre de 1973. Después del golpe de Estado de 1973, el Comité Político de la UP siguió existiendo en el extranjero, pero de modo simbólico ya que cada partido persigue su propia estrategia para oponerse a la dictadura, aunque existía un Secretariado Ejecutivo Oficial en la República Democrática de Alemania (RDA), encabezado por Clodomiro Almeyda. En el año 1979 entra en franca crisis por efecto del fraccionamiento del PS, para desaparecer definitivamente en 1981.
Al terminar la dictadura militar impuesta tras el golpe, los partidos y movimientos integrantes de la UP tomaron distintos caminos. Los socialistas, radicales, facciones del MAPU y la Izquierda Cristiana conformaron la Concertación de Partidos por la Democracia, aliándose con el Partido Demócrata Cristiano —antiguo opositor de Allende— y otros movimientos de centroizquierda. El PCCh por otra parte, concretó pactos político-electorales con organizaciones sociales y otros partidos políticos de izquierda como el Partido Humanista y la Izquierda Cristiana, generando coaliciones como el Movimiento de Izquierda Democrática Allendista (1991-1993) y el Juntos Podemos Más (2003-2011). Gran parte de estas colectividades se reencontraron décadas después con la formación de la Nueva Mayoría en 2013.
Retrospectivamente se puede hacer el balance que diversos sectores políticos de la UP no lograron entender la estrategia de la vía chilena al socialismo. Esto tocaba un tema esencial que era la importancia del sistema democrático y su validez como campo de acción política. Aspecto que era criticado en sectores de la izquierda. Así como una falta de disciplina de parte del PS, el partido del presidente, ante las medidas del gobierno.

## Ideología
Todas las agrupaciones políticas miembros de la Unidad Popular coincidieron en un análisis de la realidad del país. Al momento de su formación dieron a conocer a la opinión pública un documento llamado Programa básico de gobierno de la Unidad Popular y en él expusieron lo siguiente:

"Chile vive una crisis profunda que se manifiesta en el estancamiento económico y social, en la pobreza generalizada y en las postergaciones de todo orden que sufren los obreros, los campesinos y demás capas explotadas, así como en las crecientes dificultades que enfrentan empleados, profesionales, empresarios pequeños y medianos y en las mínimas oportunidades de que disponían la mujer y la juventud".

En el documento antes mencionado, la Unidad Popular también crítico fuertemente el trabajo del gobierno anterior señalando que “en Chile las recetas ‘reformistas’ y ‘desarrollistas’ que impulsó la Alianza para el Progreso e hizo suyas el gobierno de Frei no han logrado alternar nada importante”. Con tal diagnóstico, y según el programa de la UP, sólo mediante la movilización popular, se lograría implementar en nuestro país un verdadero régimen democrático, logrando un país más justo e igualitario. En una orientación más política, la propuesta de la Unidad Popular aspiraba a mantener y profundizar los derechos y las conquistas de los trabajadores; transformar las instituciones y el aparato estatal, con el fin de que los trabajadores y el pueblo pudieran ejercer de forma real el poder. Propugnaban una reforma estructural, que cambiara de cuajo el sistema político imperante en Chile, abogando por una nueva institucionalidad, que fuera «realmente inclusiva con las masas populares», todo esto a través del cambio de la Constitución Política.
La organización política que se propuso en aquel entonces para lograr la democratización del país, se basaba en una organización muy particular del Estado, dando paso a una nueva estructura a nivel nacional, regional y local, donde los organismos preponderantes sería la «Asamblea del Pueblo». Esta Asamblea se convertía así, en el ente superior del poder, y expresaría la soberanía popular, pues en ella “confluirían y se manifestarían las diversas corrientes de opinión”. En relación con lo económico, la UP buscó reformar la estructura económica existente en aquella época, romper definitivamente con el poder del capital extranjero y del latifundio, y empinarse hacia la vía chilena al socialismo.
Respecto a este ítem, en su programa político expresaron que:

"Lo que ha fracasado en Chile es un sistema que no corresponde a las necesidades de nuestro tiempo. Chile es un país capitalista, dependiente del imperialismo, dominado por sectores de la burguesía estructuralmente ligados al capital extranjero, que no pueden resolver los problemas fundamentales del país, los que se derivan precisamente de sus privilegios de clases a los que jamás renunciarán voluntariamente".

Para impulsar el cambio que suponían en estas materias, se implantaría un «sistema nacional de planificación económica», junto con la existencia de mecanismos de control, crédito a la producción, asistencia técnica y política, además de la participación del sector estatal en la economía. Con todo ello se buscó resolver los problemas inmediatos por los que atravesaban los sectores populares y obreros del país, garantizar el empleo y asegurar un crecimiento económico sostenido. Los ejes programáticos que expresó la Unidad Popular plantearon un cambio estructural profundo en la sociedad chilena, tanto a nivel económico y social, como político. Así mismo, quiso materializar un cambio estructural a nivel cultural, resignificando la dignidad del ser humano en su calidad de trabajador, posesionándolo en el centro del proceso de desarrollo, orientando “el trabajo humano como el más alto valor”, enraizando en el imaginario colectivo la voluntad de afirmación e independencia, generando una visión crítica de la realidad.

## Himno
La canción «Venceremos», con letra de Claudio Iturra y música de Sergio Ortega, fue el himno de la Unidad Popular.

## Resultados electorales

### Elección presidencial de 1970[11]
|  | 36,62 % |

|  | 35,27 % |

|  | 28,11 % |

### Elecciones municipales de 1971
| Lista / Partido            | Lista / Partido             | Votos     | Porcentaje | Regidores |
|                            | A. Partido Socialista       | 633 367   | 22,3%      | 367       |
|                            | C. Partido Comunista        | 477 862   | 16,9%      | 223       |
|                            | F. Partido Social Demócrata | 38 054    | 1,3%       | 11        |
|                            | G. Partido Radical          | 228 426   | 8,1%       | 140       |
|                            | Total votos Unidad Popular  | 1 377 709 | 48,6%      | 741       |
| Votos válidamente emitidos | Votos válidamente emitidos  | 2 798 137 |            |           |

### Elecciones parlamentarias de 1973
| Partido                               | Votos     | Porcentaje | Diputados (150 en total) |
| ------------------------------------- | --------- | ---------- | ------------------------ |
| Partido Socialista                    | 678 796   | 18,70%     | 28                       |
| Partido Comunista                     | 593 738   | 16,36%     | 25                       |
| Partido Radical                       | 133 745   | 3,69%      | 5                        |
| Movimiento de Acción Popular Unitaria | 92 592    | 2,55%      | 2                        |
| Izquierda Cristiana                   | 41 589    | 1,15%      | 1                        |
| Acción Popular Independiente          | 29 972    | 0,83%      | 2                        |
| Votos lista Unidad Popular            | 34 738    | 0,96%      |                          |
| Total UP                              | 1 605 170 | 44,23%     | 63                       |

## Símbolos

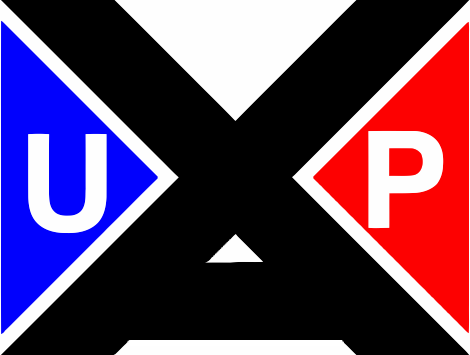
Emblema usado en la elección presidencial de 1970. El símbolo central representa un acrónimo de la frase "Vote por Allende" (V-X-A).
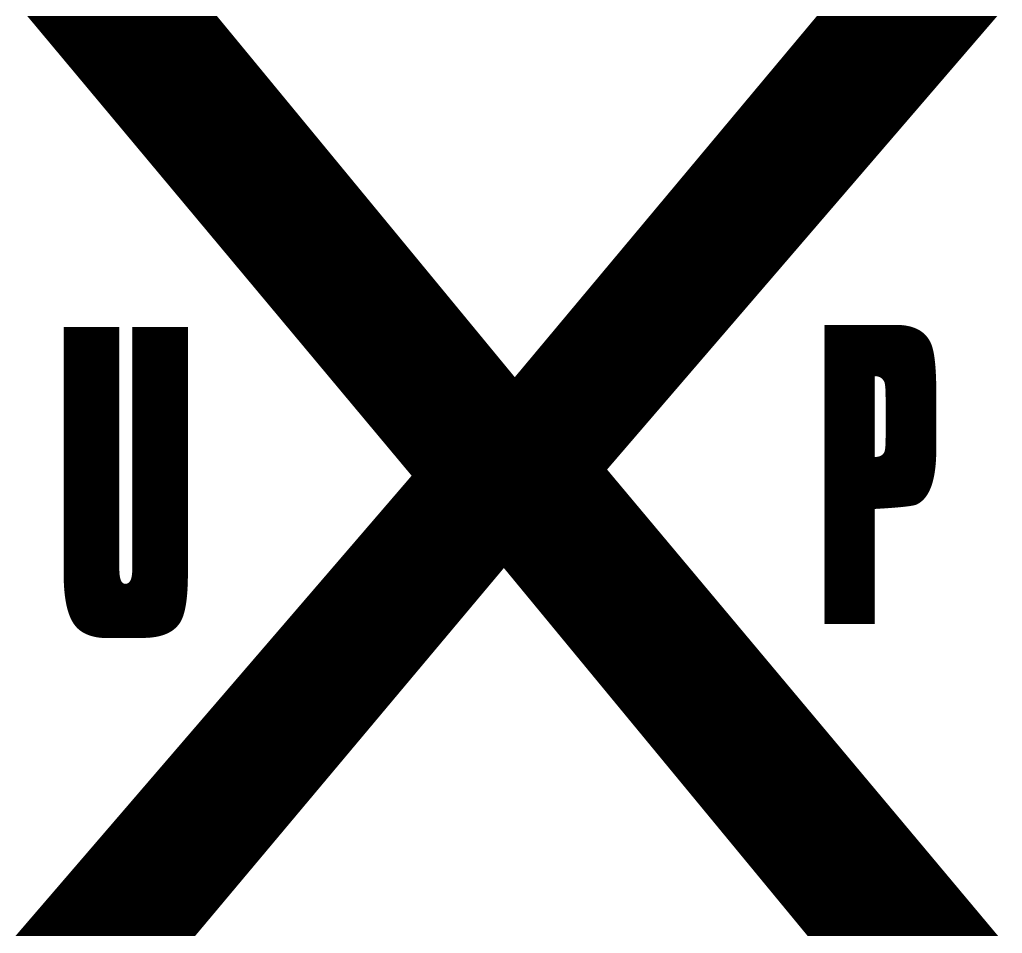
Emblema utilizado en los votos de las elecciones parlamentarias de 1973.
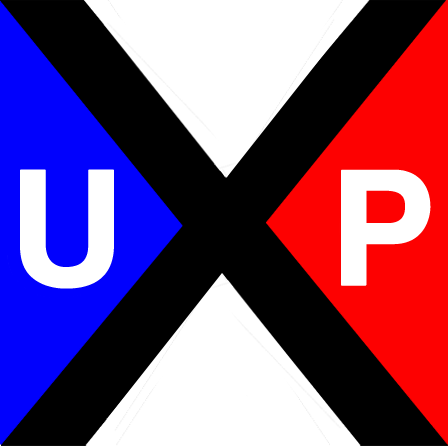
Emblema alternativo usado en las elecciones parlamentarias de 1973.